# Lupinus cuzcensis
Lupinus cuzcensis är en ärtväxtart som beskrevs av Charles Piper Smith. Lupinus cuzcensis ingår i släktet lupiner, och familjen ärtväxter. Inga underarter finns listade i Catalogue of Life.